# 11723 Briankennedy
11723 Briankennedy este o planetă minoră (asteroid) din centura de asteroizi. A fost descoperită pe 23 aprilie 1998 la Magdalena Ridge Observatory⁠(d) de Lincoln Near-Earth Asteroid Research. 
Obiectul prezintă o orbită caracterizată de o semiaxă mare de 2,3422861 UAi, o excentricitate de 0,14, o înclinație de 4,49989 ° în raport cu ecliptica.